# الولادة من الخاصرة 3: منبر الموتى (مسلسل)
الولادة من الخاصرة 3 (منبر الموتى) هو مسلسل سوري درامي اجتماعي، من بطولة قصي خولي، عابد فهد، وباسم ياخور، محمد حداقي، من إخراج سيف الدين سبيعي وتأليف سامر رضوان

المسلسل هو الجزء الثالث والأخير من مسلسل ولادة من الخاصرة وهو تتمة لمجريات أحداث الجزء الثاني منه الذي أتى بعنوان ساعات الجمر.

## قصة المسلسل
تدور أحداث المسلسل في إطار درامي حول الفساد الاجتماعي والسياسي والأخلاقي، كما يسلط الضوء حول مصير شخصيات المسلسل الرئيسية:- جابر (الممثل:قصي خولي)، المقدم رؤوف (الممثل: عابد فهد)،أبو نبال (الممثل: باسم ياخور)، أبو الزين (الممثل: محمد حداقي)-، التي وصلت إلى نهايات مختلفة في الجزء الثاني منه الذي حمل عنوان ساعات الجمر، حيث نري المزيد من التطورات والمفاجآت التي تطال شخصياتهم ومسارهم في الحياة.
كما يسرد لنا المسلسل الصراعات كبيرة بين الطبقة المنبوذة اجتماعياً من البشر والتي تبحث عن مكان لها في المجتع الذي لا يعترف إلا بالقوي، الذي يتحكم بحياة العباد ومصائرهم في ظل غياب العدالة والقانون وانهيار منظومة التعامل الإنساني. هذه احداث الجزء الثاني

## انسحاب رشا هشام شربتجي
انسحبت المخرجة رشا هشام شربتجي من إخراج الجزء الثالث من مسلسل ولادة من الخاصرة الذي حمل عنوان منبر الموتى لبعض الأسباب المتعلقة بشركة الإنتاج،وقد وقع الاختيار على المخرج سيف الدين سبيعي لإتمام العمل. 

## أبطال المسلسل
| الممثل            | الدور                 |
| ----------------- | --------------------- |
| قصي خولي          | جابر                  |
| عابد فهد          | المقدم رؤوف           |
| باسم ياخور        | أبو نبال (شيخ الوادي) |
| عبد الحكيم قطيفان | أبو إياد              |
| نادين الراسي      | سوزان                 |
| محمد حداقي        | أبو الزين             |
| سامر إسماعيل      | عزام                  |
| صفاء سلطان        | نجوى زوجة جابر        |
| سمر سامي          | أم عزام               |
| أيمن رضا          | غياث                  |

| الممثل       | الدور        |
| ------------ | ------------ |
| شكران مرتجى  | أم الزين     |
| ماهر صليبي   | المقدم فايز  |
| فادي صبيح    | أبو مقداد    |
| دانا مارديني | حنين         |
| يوسف المقبل  | أبو فاروق    |
| حسام الشاه   | يحيى         |
| إسماعيل مداح | ناصر         |
| هلا يماني    | نهلةأخت جابر |
| رشا إبراهيم  | رندة         |
| لينا دياب    | زينة         |

| الممثل       | الدور   |
| ------------ | ------- |
| غطفان غنوم   | مهران   |
| أيمن السالك  |         |
| باسل حيدر    |         |
| رجاء يوسف    | أم حسام |
| مرشد ضرغام   |         |
| هلال خوري    |         |
| محمود الحسين |         |
| فواز سرور    |         |
| طارق حلوم    | نوار    |
| سيزار القاضي |         |

| الممثل           | الدور        |
| ---------------- | ------------ |
| نضال حمادي       |              |
| تحية ميهوب       |              |
| بسام مرهج        |              |
| عبد الكريم عمرين |              |
| طوني موسى        |              |
| حسام سلامة       |              |
| وسام داوود       |              |
| يوسف عساف        |              |
| جوزيف الحجي      |              |
| زين جمال الدين   | زين أخو عزام |

## ضيوف المسلسل
- منى واصف بدور أم جابر
- حسام الشاه بدور يحيى.
- نادين قدور ام رامي
- نجاح سفكوني
- تيسير إدريس بدور والد عزام
- وفاء موصللي
- محسن غازي
- أدهم مرشد
- فائق عرقسوسي
- سهيل حداد
- زينة ظروف بدور سوسن اخت عزام
- مي سكاف

- عبد الهادي صباغ بدور أبو حسام
- جهاد سعد
- هبة نور بدور شاهيناز
- رافي وهبي
- لينا كرم بدور لمى
- آلان الزغبي
- فايز أبو دان
- سامر كاسوحة
- سمير الشماط
- سيف الدين سبيعي بدور الأستاذ حاتم